# Caterham 7
Caterham 7 (або Caterham Seven) — невеликий легкий двомісний спортивний автомобіль з відкритим верхом, типовий родстер, який випускається британською компанією Caterham Cars з 1973 року. Модель розроблена засновником компанії Lotus Cars Коліном Чепменом, і вважається втіленням філософії Lotus через малу споряджену масу і простоту. Після закінчення виробництва Lotus продала права на модель Seven компанії Caterham Cars, яка по теперішній час випускає комплекти для збирання, і повністю зібрані автомобілі під назвою Caterham.

## Двигуни
- 0.6 л Suzuki K6A I3 (Seven 160/165)
- 0.7 л Suzuki R06A Turbo I3 (Seven 170)
- 1.6 л Lotus-Ford Twin Cam Cosworth BDR engines I4 (Seven DBR 1600)
- 1.4-1.8 л Rover K-Series I4
- 1.6 л Ford Sigma TI-VCT I4 (Seven 270)
- 2.0 л Vauxhall twin-cam Turbo I4 (S7 Competition R)
- 2.0 л Vauxhall twin-cam I4 (JPE)
- 2.0 л Ford Duratec I4 (Seven 360/420)
- 2.0 л Caterham Powertrain Duratec I4 (Superlight)
- 2.0 л Caterham-Ford Sigma I4 (Supersport)
- 2.0 л Ford Duratec Supercharged I4 (Seven 620)
- 1.6 л Caterham tuned Ford Sigma I4 (ACADEMY RACE PACKAGE)
- 2.0 л Caterham tuned Ford Duratec I4 (420R RACE PACKAGE)
- 2.4 л Roush RST-V8 Supercharged V8 (Seven RST-V8)